# Legacz
Legacz (prononciation : [ˈlɛɡat͡ʂ]) est un village polonais de la gmina de Stanisławów dans le powiat de Mińsk de la voïvodie de Mazovie dans le centre-est de la Pologne.

## Histoire
De 1975 à 1998, le village appartenait administrativement à la voïvodie de Siedlce.